# Melissa Dell
Melissa Dell (* 1983 oder 1984) ist eine US-amerikanische Ökonomin (Entwicklungsökonomie, politische Ökonomie) und Wirtschaftshistorikerin.
Dell wuchs in Enid (Oklahoma) auf, wo ihre Eltern Zivilangestellte auf einer US-Luftwaffenbasis waren, und besuchte die Oklahoma Bible Academy. Sie war schon auf ihrer High School als Läuferin aktiv und holte einen Rekord über 3000 m in ihrem Bundesstaat. Sie lief später Ultramarathon. Als erster Student ihrer High School studierte sie an der Harvard University und schrieb ein Buch für College-Studenten mit ähnlichem Hintergrund, die eine Eliteuniversität besuchen wollen. In Harvard studierte sie Wirtschaftswissenschaften (Bachelor summa cum laude 2005)  und war als Rhodes Scholar an der Universität Oxford (Master-Abschluss 2007). 2012 wurde sie am  Massachusetts Institute of Technology in Ökonomie promoviert. 2012 bis 2014 war sie Junior-Mitglied der Harvard Society of Fellows. 2014 wurde sie Assistant Professor in Harvard, mit voller Professur ab 2018.
2016/17 war sie Gastprofessorin am Stanford Institute of Economic Policy Research.
Sie untersuchte unter anderem den Einfluss von historischer Ausbeutung sowie des Klimas auf die wirtschaftliche Entwicklung in unterentwickelten Regionen insbesondere in Lateinamerika und Südostasien.  Das begann schon in ihrer viel beachteten Master-Arbeit über das Bergbau-Zwangsarbeitersystem, mit dem die Spanier ab dem 16. Jahrhundert die indigene Bevölkerung in den Bergbau zwangsverpflichteten (Mita). Sie zeigte, dass das System noch heute Auswirkungen in Peru hat. Das Straßensystem ist in den Regionen des ehemaligen Mita-Systems schlechter, die Bevölkerung schlechter ausgebildet und überwiegend in der Landwirtschaft in Subsistenzwirtschaft beschäftigt und arm. Dell selbst war als College Intern in Peru und befasste sich dort mit kleinen Darlehen für Frauen, die auf Märkten Imbisswaren verkauften.
Weitere Arbeiten befassten sich mit den Auswirkungen militärischer Interventionen und den Drogenkrieg in Mexiko. So untersuchte sie die späteren negativen ökonomischen Auswirkungen von starken Bombardierungen durch die Amerikaner im Vietnamkrieg und die positive Langzeitauswirkung bis in die heutige Zeit der Nähe von Dörfern zu Zuckerfabriken in der holländischen Kolonialzeit in Indonesien. Sie befasste sich auch technisch mit Maschinenlernen für die Digitalisierung großer Datenmengen in der Ökonometrie und Wirtschaftsgeschichte.
2017 war sie Andrew Carnegie Fellow und 2016 Alfred Sloan Fellow. 2014 wurde sie vom International Monetary Fund unter die 25 vielversprechendsten Nachwuchsökonomen (unter 45 Jahre) gewählt. 2020 erhielt sie die John Bates Clark Medal, 2018 den Internationalen Calvó-Armengol-Preis und ebenfalls 2018 den Elaine-Bennett-Forschungspreis. Sie ist Research Associate des National Bureau of Economic Research.
Dell hat zwei Kinder.